# Kurt Ring
Kurt Ring (* 22. Oktober 1948 in Regensburg) ist ein deutscher Leichtathletiktrainer. Er trainiert seit den 1980er Jahren die Läufer der LG Telis Finanz Regensburg (ehemals LG Regensburg und LG Domspitzmilch Regensburg).

## Leben
Ring studierte Sport auf Lehramt. Er war ein ambitionierter Läufer, musste dann aber aufgrund von mehrfachen Verletzungen an der Achillessehne seine Karriere mit 28 Jahren beenden. Neben seiner Arbeit als Grundschullehrer begann er als Trainer zu arbeiten. Mit 50 Jahren ging Ring in Teilzeit, um mehr Zeit für diese Tätigkeit zu haben, mit 60 ging er in Rente und kann sich seitdem vollständig der Leichtathletik widmen.
Seit 1980 trainiert Ring die Athleten der LG Regensburg. Seine erfolgreichste Athletin war die 1500-m-Läuferin Corinna Harrer, die 2012 bei den Olympischen Spielen in London das Olympiafinale um weniger als eine halbe Sekunde verpasste. Mit  Benedikt Huber trainierte er den 3-maligen deutschen Meister im 800-Meter-Lauf. Er trainiert unter anderem die Langstreckenläufer Domenika Mayer, Miriam Dattke und Simon Boch.